# Electric Shock
Electric Shock – drugi minialbum południowokoreańskiej grupy f(x), wydany 13 czerwca 2012 roku przez wytwórnię SM Entertainment. Był promowany przez singel o tym samym tytule. Osiągnął 1 pozycję na listach przebojów w Korei Południowej.
Album Electric Shock sprzedał się w nakładzie 85 606 egzemplarzy (stan na lipiec 2014).

## Lista utworów
| Nr | Tytuł                                                     | Słowa       | Kompozycja                                                     | Aranżacja                                                     | Czas |
| -- | --------------------------------------------------------- | ----------- | -------------------------------------------------------------- | ------------------------------------------------------------- | ---- |
| 1. | "Electric Shock"                                          | Seo Ji-eum  | Willem Laseroms, Maarten Ten Hove, Joachim Vermeulen Windsant  | Willem Laseroms, Maarten Ten Hove, Joachim Vermeulen Windsant | 3:15 |
| 2. | "Jeteubyeol (Jet)" (kor. 제트별 (Jet))                    | Kenzie      | Kenzie                                                         | Kenzie                                                        | 3:21 |
| 3. | "Zig Zag" (kor. 지그재그(Zig Zag) Jigeu Jaegeu (Zig Zag)) | Kim Boo-min | Hitchhiker                                                     | Hitchhiker                                                    | 3:46 |
| 4. | "Beautiful Stranger" (f(Amber+Luna+Krystal))              | Misfit      | Aminata Gabba ("A*M*E"), Jason Gill, Mich Hansen ("Cutfather") | Lim Kwang-wook, Polar Monkeys                                 | 4:06 |
| 5. | "Love Hate"                                               | Misfit      | Si Hulbert, Amy Richardson, Hannah Phaisey, Karen Ann Poole    | Si Hulbert, Amy Richardson, Hannah Phaisey, Karen Ann Poole   | 3:10 |
| 6. | "Huljjeog (Let’s Try)" (kor. 훌쩍 (Let’s Try))            | Misfit      | Niara Scarlett, Pete 'Boxta' Martin                            | Lim Kwang-wook, Jung Soo-wan                                  | 3:32 |

## Notowania
| Lista                       | Pozycja |
| --------------------------- | ------- |
| Gaon Weekly Albums Chart    | 1       |
| Gaon Monthly Albums Chart   | 2       |
| Gaon Yearly Albums Chart    | 21      |
| Oricon Weekly Album Ranking | 16      |